# ايغور اوسمينسكي
ايغور اوسمينسكي (بالروسية: Усминский, Игорь Владимирович)‏ (23 أبريل 1977 بغروزني في روسيا - ) هو لاعب كرة قدم روسي في مركز حراسة المرمى. لعب مع أمكار بيرم وتيريك غروزني ونادي روستوف أون دون ونادي كراسنودار وFC Zhemchuzhina-Sochi ‏ وFC Chernomorets Novorossiysk ‏ وFC Volgar Astrakhan ‏ وFC Slavyansk Slavyansk-na-Kubani ‏.

## وصلات خارجية
- ايغور اوسمينسكي على موقع قاعدة بيانات كرة القدم.إي يو (الإنجليزية)